# Shi di chu ma
Shi di chu ma (cantonês: 帥弟出馬; bra O Jovem Mestre do Kung Fu; prt O Duelo dos Grandes Lutadores) é um filme de hong-konguês de 1980, do gênero comédia de ação, dirigido e estrelado por Jackie Chan.

## Sinopse
Jovem lutador resolve limpar o nome de seu mestre e de seu melhor amigo, acusado de traição, além de recuperar a própria reputação, e para isso parte para o contra-ataque usando toda a sua habilidade nas lutas marciais.

## Elenco
- Jackie Chan .... Dragon
- Yuen Biao .... filho de Sang Kung / Quarto irmão
- Tien Feng .... Master
- Feng Feng .... Ah Suk
- Wei Pei .... Tiger
- Shih Kien .... Sang Kung
- Lily Li - filha de Sang Kung
- Hwang In-Shik - Kam
- Fung Hak-on - Guarda-costas de Kam
- Lee Hoi-sang - Guarda-costas de Kam
- Fan Mui-sang - Bull